# Peripsychoda reburra
Peripsychoda reburra är en tvåvingeart som först beskrevs av Quate 1967.  Peripsychoda reburra ingår i släktet Peripsychoda och familjen fjärilsmyggor. Inga underarter finns listade i Catalogue of Life.